# 國際魯爾區管制局
國際魯爾區管制局（英語：International Authority for the Ruhr，簡稱：IAR）是一个成立于1949年的国际机构。由同盟國控制在西德鲁尔地区的煤炭和钢铁工业 。其總部在杜塞尔多夫。
1949年4月20日和6月2日, 英國, 美國 , 法国 和比、荷、卢三国 在倫敦協定簽署。协议於4月28日。 它在1951年巴黎条约被废除了，其工作被欧洲煤钢共同体 (ECSC)取代 。國際魯爾區管制局在1952年5月27日停止運作。

## 外部連結
- The International Authority for the Ruhr（页面存档备份，存于） - European NAvigator
- Agreement for an International Authority for the Ruhr（页面存档备份，存于）, April 28, 1949 - European NAvigator
- France, Germany and the Struggle for the War-making Natural Resources of the Rhineland（页面存档备份，存于） ICE Case Studies, Number 158, August, 2005